# 平成24年台風第21号
平成24年台風第21号（へいせい24ねんたいふうだい21ごう）は2012年10月7日に発生した台風。アジア名のプラピルーンはタイ王国の雨の神から付けられている
。フィリピン大気地球物理天文局（PAGASA）によるフィリピン名はNINA。

## 概要

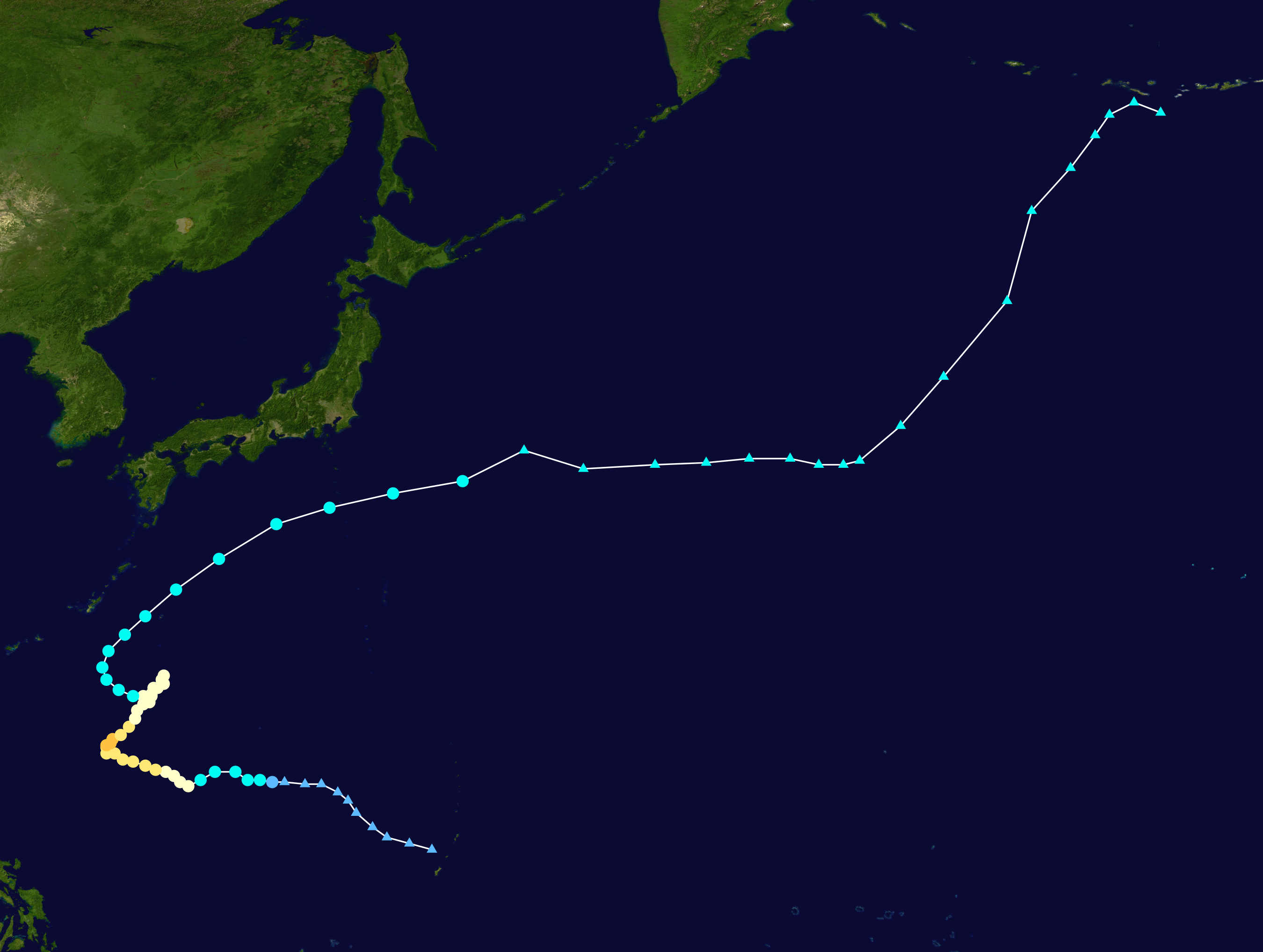
進路図

10月3日に形成が始まり、10月7日午後9時にフィリピンの東の北緯17度50分、東経136度35分で熱帯低気圧から台風になった。
台風はゆっくりと北西へ向かいながら成長、非常に強い台風となって12日にフィリピン海で進路を北東方向に変え、14日には南大東島が、15日には沖縄本島が強風域に入ったが、15日から16日にかけては南大東島の南約330～380km、北緯22度東経131度付近でほぼ停滞。16日になって再び西に進んだのち、17日には北北西から北向きに進路を変えるなど、沖縄の南の海上で複雑な動きをした。その後、進路を北東寄りに変えた台風は18日午前9時までに中心気圧985hPa、最大風速25メートル、最大瞬間風速35メートルまで勢力を弱めて暴風域も消滅し、日本列島の南の海上を北東方向に進んで、19日午後9時に太平洋上で温帯低気圧となった。

## 影響
沖縄地方では台風の停滞によって波が高い状態が続き、21日に開催予定だった「第25回いぜな88トライアスロン大会」が中止された 。また、鹿児島県の与論島では高波でタンカーが港に入れず、15日に島内のガソリンが売り切れる事態となった。17日には船便のうち沖縄本島と周辺の離島を結ぶ全便を含む約90便が欠航、航空機も一部欠航となった。愛媛県愛南町では落雷により1人死亡した。